# 1045
1045 (MXLV) je bilo navadno leto, ki se je po julijanskem koledarju začelo na torek.

## Dogodki

### Slovenija
- 28. september - Umrlega oglejskega patriarha Popa iz Treffna nasledi Eberhard. 1048 ↔

### Sveti sedež
- 20. januar - Po izgonu papeža Benedikta IX. družina Krescencijev mimo posveta z nemškim kraljem izsili izvolitev svojega družinskega člana za novega papeža Silvestra III., 146. po vrsti, ki ostane na tem položaju zgolj slabe tri tedne. ↓
- 10. februarja → Papež Silvester III. je odstavljen. Veljavnosti izvolitve Silvestra III. je sicer vprašljiva, vendar ga vatikanska zgodovina prišteva med legitimno izvoljene papeže.
- april - Po odstavitvi Silvestra III. je ponovno izvoljen Benedikt IX., ki pa se z drugim pontifikatom ni trudil preveč dolgo. V zameno za tisoč funtov srebra, ki mu jih ponudi njegov boter, naslednji v liniji papežev Gregor VI., se odpove papeški službi (ne zadnjič!). ↓
- 5. maja → Na papeški prestol je izvoljen Gregor VI. kot 148. papež po vrsti. Gregor VI. je z izvolitvijo že od vsega začetka v težavnem položaju. Odkrito  prizna, da je podkupil prejšnjega "položaja nevrednega " papeža, ne prizna pa obtožb simonije. 1046 ↔

### Ostalo
- 7. februar - Umrlega japonskega cesarja Go-Suzakuja nasledi sin Go-Reizei, 70. japonski cesar po seznamu.
- Kitajski izumitelj Bi Sheng za ročno tiskanje besedil prvi uporabi porcelanaste premične modelčke žigov s posameznimi značilnimi skupinami znakov, ki tvorijo pismenke.
- Dinastija Song: konzervativna reakcija prepriča cesarja, da zavrne reforme, poznane pod imenom "Qingli", kar pomeni Majhne reforme.

## Rojstva
Neznan datum
- Huang Tingjian, kitajski učenjak († 1105)
- Iestyn ap Gwrgant, valižanski kralj Morgannwga († 1093)
- Kozma Praški, češki kronist († 1125)
- Robert iz Arbrissela, potujoči pridigar, blaženi († 1116)
- Štefan II., grof Bloisa, križar, kronist († 1102)

## Smrti
- 7. februar - cesar Go-Suzaku, 69. japonski cesar (* 1009)
- 28. september - Popo iz Treffna, oglejski patriarh

Neznan datum
- Radbot Habsburški, grof (* 985)